# George Stanley Rushbrooke
George Stanley Rushbrooke, genannt Stanley, (* 19. Januar 1915; † 14. Dezember 1995) war ein britischer Physiker, der sich mit statistischer Mechanik von Flüssigkeiten befasste.

## Leben
Rushbrooke studierte an der Universität Cambridge bei Ralph H. Fowler und war dann an den Universitäten Bristol, Dundee, Leeds und Oxford, bevor er 1951 Professor für theoretische Physik an der Newcastle University wurde, an der er 1980 emeritiert wurde.
Er war ein Pionier in der Entwicklung der mikroskopischen Theorie von Flüssigkeiten und erkannte früh die Grenzen des zu seiner Zeit beliebten Modells leicht gestörter regulärer Gitteranordnungen. Anfang der 1950er Jahre belebte er dazu die Methode der Korrelationsfunktion neu (was etwa gleichzeitig auch in den USA, den Niederlanden und Japan geschah), teilweise mit seinem Studenten H. I. Scoins. Um 1960 führte er, wie auch etwa gleichzeitig J. M. J. van Leeuwen und Tohru Morita und andere die hyper-netted chain (HNC) Näherung ein. Später befasste er sich auch mit der Physik von magnetischen Phasenübergängen und fand eine Relation zwischen den kritischen Exponenten im Ising-Modell.
Er war ab 1954 Fellow der Royal Society of Edinburgh und ab 1982 Fellow der Royal Society. 1962 bis 1966 war er Herausgeber von Molecular Physics.
Rushbrooke war verheiratet, hatte aber keine Kinder. Sein Hobby war Ornithologie. Sein Zwillingsbruder war Mathematiker.

## Schriften
- Introduction to Statistical Mechanics, Clarendon Press 1949
- Herausgeber mit H.N.V. Temperley, J.S. Rowlinson: Physics of simple liquids, North-Holland Publishing Company, Amsterdam, 1968.
- mit Scoins: On the theory of fluids, Proc. Roy. Soc. A, 216, 1953, 203